# クリスティアン・モンテシノス
クリスティアン・モンテシノス（Cristian Montecinos, 1974年11月20日 - ）は、チリ・タルカ出身の元サッカー選手。ポジションはフォワード。

## 経歴
コパ・アメリカ2001に出場し、4試合で3得点を挙げた。

## 個人タイトル
- プリメーラ・ディビシオン・デ・チリ 得点王 : 2005C